# Jack Pfiester
John (Jack) Albert Pfiester (Cincinnati, Ohio, 24 de maio de 1878 - 3 de setembro de 1953) foi um jogador profissional de beisebol que jogou na MLB entre os anos de 1903 e 1911.
Pfiester terminou com um ERA de 1,51 em 1906 (uma das melhores temporadas de um arremessador estreante até então), e 1,15 em 1907. Ele terminou a carreira com ERA de 2,02, o terceiro mais baixo para jogadores com 1000 entradas arremessadas ou mais.
Pfiester morreu em Loveland, Ohio, com 75 anos de idade.
Pfiester foi o arremessador inicial do Chicago Cubs no jogo 3 da World Series de 1908, último campeonato da equipe antes do jejum que durou mais de 100 anos. Ele também foi o arremessador vencedor do Jogo 2 da World Series de 1907.

## Carreira no beisebol
Jack começou sua carreira no Pittsburgh Pirates e também jogou no Chicago Cubs entre os anos de 1906 e 1911. 

## Honras
- 2× Vencedor da World Series (1907 e 1908)
- Líder em ERA em 1907